# Vidudabha
Viḍūḍabha (pali) ou Virudhaka (sanscrit), fils du roi Pasenadi de Kosala, fait général (senāpati) par son père, usurpa le trône sur l’initiative du premier ministre Dīgha Chārāyana. Selon le canon pali, il massacra par vengeance le clan Shakya dont est issu le Bouddha, auquel il était lui-même apparenté. Certains historiens datent actuellement ce massacre de 485 ou 484 av. J.-C. 
Sa sœur Vajirā épousa Ajatashatru, roi de Magadha. 
Les Puranas mentionnent Suratha, et non Viḍūḍabha, comme successeur de Pasedani.

## Conflit avec les Shakya
Pasenadi de Kosala ayant sollicité une alliance matrimoniale avec les Shakya, ces derniers lui envoyèrent Vāsavakhattiyā, une jeune fille de condition sociale inférieure, fille de Mahānāma et d’une servante nommée Nāgamundā, ce que Pasenadi ignorait. Elle donna naissance à Viḍūḍabha. À 16 ans, il se rendit avec sa mère en visite dans le clan de celle-ci, mais les Shakya, ne le considérant pas comme de « bonne extraction », éloignèrent avant sa visite les jeunes moins âgés que lui, afin qu’ils ne soient pas obligés de lui rendre hommage. Le dernier jour de sa visite, une personne de son entourage entendit parler de façon désobligeante de lui et apprit ainsi la vérité sur ses origines. Lorsqu’il le sut, il en conçut une grande animosité à l’égard des Shakya, d’autant que son père Pasenadi, averti, le disgracia au niveau de sa mère en même temps que leur fils, avant que Siddhartha Gautama (le Bouddha) n’obtienne leur retour en grâce.
Devenu roi de Kosala, Viḍūḍabha décida d’attaquer les Shakya. Mais le Bouddha l’attendait à la frontière de leur territoire sous un arbre mort et le convainquit de rebrousser chemin. Le Bouddha arrêta ainsi deux autres expéditions, mais lorsque Viḍūḍabha revint pour la quatrième fois, Gautama avait compris que le destin de son clan était scellé par ses mauvaises actions, en particulier par l’empoisonnement meurtrier de la rivière Rohini lors d’un conflit avec un territoire voisin. Cette fois, il ne tenta plus de retarder l’inéluctable. Les Shakya furent presque tous massacrés par l’armée de Viḍūḍabha et disparurent de l’histoire. Quant au Bouddha, il quitta le territoire et partit en errance.
La tradition bouddhiste prétend que le Bouddha garda jusqu’à la fin de sa vie des maux de tête pour être resté en plein soleil en attendant l’armée de Viḍūḍabha... à moins que ses céphalées ne soient liées, si elles ont bien existé, à cette tragédie qu’il ne put que retarder.

## Source
Vidudhaba sur palikanon d’après G.P. Malalasekera, Dictionary of Pāli Proper Names